# Ben Peri
Ben Peri, né le 10 septembre 1942 à Paris, est un essayiste et pamphlétaire français centré sur le thème des théories du complot. Il rédige également des livres-jeux et des recueils de poésie.

## Biographie
Il est membre de la Ligue des droits de l'homme. Ben Peri apparaît dans le documentaire de la chaîne Arte Le grand complot. Deux vidéos, visibles dans la vidéothèque de Ben Peri, s'y opposent.

## Thèses
Il est un opposant à la mondialisation. Ses livres développent en majorité une rhétorique anti-guerre.

## Publications
Essais
- Sarkozy et les Maîtres de la Terreur (2011)
- High Crimes - Volume 1 (2008)
- High Crimes - Volume 2 (2008)
- Stop the Warbiz (2005)
- The Fingerprint Project (2003)
- La Mondialisation (2010)
- Banques, le Cancer Mondial (2011)
- Un grand Projet pour la France (2011)

Livres-jeux
- Testez votre QI Politique (2004)

Pamphlets
- L’Empreinte du Diable (2003)
- Le Grand Procès des banques (2011),  (ISBN 979-10-90360-06-8) (BNF 42472777)

Poésie
- Je vous aime (2004)